# Condado de Burke (Dakota do Norte)
O Condado de Burke é um dos 53 condados do Estado americano da Dakota do Norte. A sede do condado é Bowbells, e sua maior cidade é Bowbells. O condado possui uma área de 2 925 km² (dos quais 67 km² estão cobertos por água), uma população de 2 242 habitantes, e uma densidade populacional de 1 hab/km² (segundo o censo nacional de 2000).